# Pilatus P-2
Le Pilatus P-2 est un avion d'entraînement conçu par le fabricant suisse Pilatus. Il a fait son premier vol le 27 avril 1945. Il a été utilisé par les Forces aériennes suisses de 1946 jusqu'en 1981.

## Description

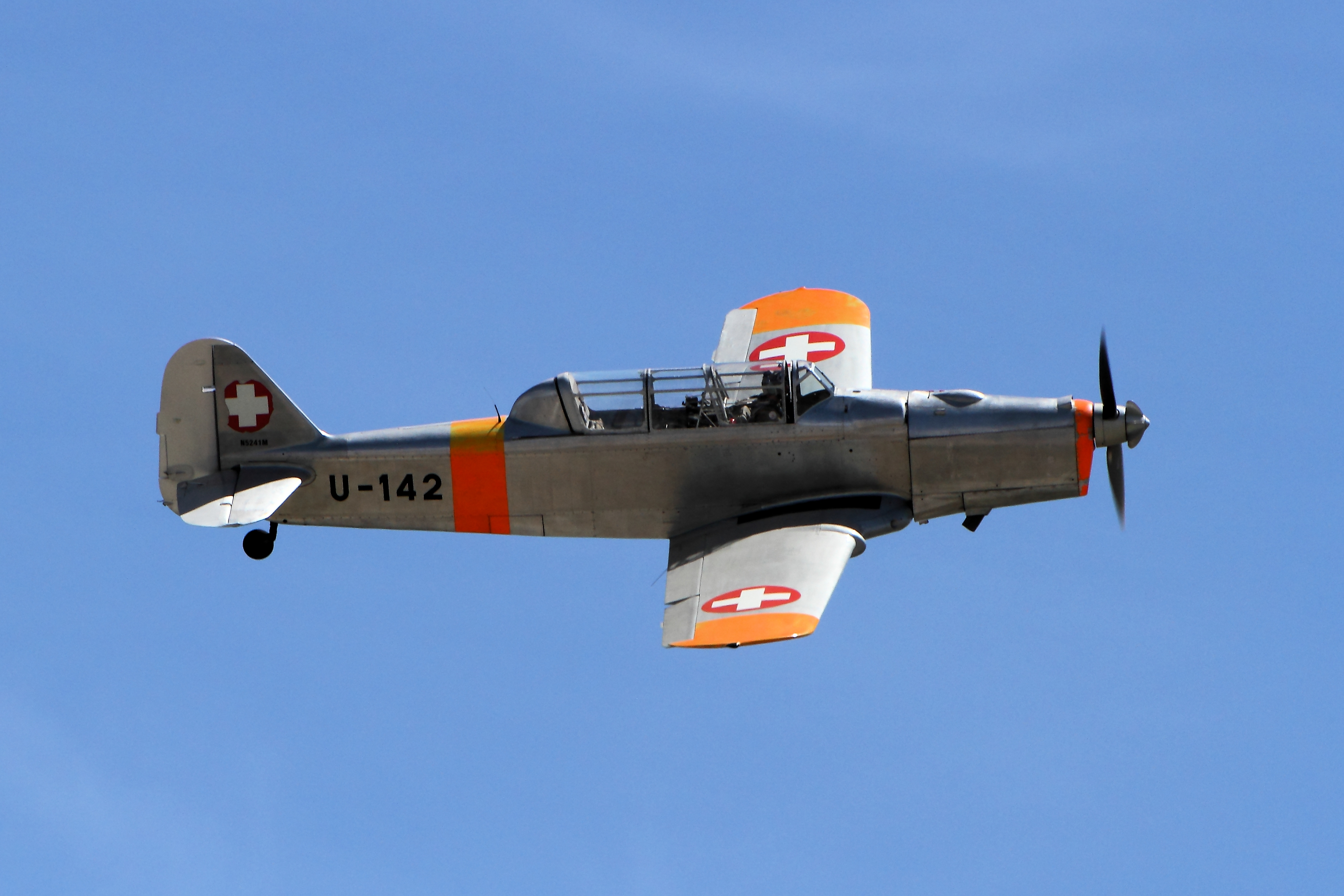
Pilatus P-2 (U-142), 2014

Le P-2 est un monoplan à aile basse de construction mixte (métal, bois et toile) à train classique rétractable et double commande en tandem. Pour limiter les coûts, des pièces provenaient de plusieurs anciennes machines des Troupes d'aviation suisses, par exemple des pièces du trains d'atterrissage de leur Messerschmitt Bf 109 ainsi que les vérins du train rentrant, la roulette de queue complète, le palonnier, les commandes de volets de courbure et d'autres accessoires. 

## Troupes d'aviation suisses
L'étude et la réalisation du prototype sont une initiative privée du constructeur. Il est commandé 26 exemplaires en 1946 du (P-2-05) non armé avec une livraison à partir de 1947.
Un prototype P3-03 est construit en 1947 pour tester sur la cellule l'emploi des moteurs Hispano-Suiza 57-12 Mb inutilisés après la réforme des Dewoitine D.27. Le résultat n'étant guère probant l'avion est cantonné au rôle d'avion de liaison jusqu'au 11 septembre 1957 et une panne moteur au décollage qui conduit à la réforme de l'avion, le moteur passant au Musée du matériel aéronautique du service des aérodromes militaires de Dubendorf. Un autre prototype également propulsé par un Hispano-Suiza et construit sous le nom P2-04 qui, les mêmes causes produisant les mêmes effets fera de la liaison jusqu'à un capotage en 1962
Une seconde série de 26 (P-2-06) équipée pour l’entraînement aux armes d'une mitrailleuse au-dessus du moteur et de racks d'aile pour bombes légères et roquettes.
À la fin de leur utilisation par les Troupes d’aviation et de DCA, les appareils restants (environ 48) ont été vendus pour un usage civil. Au moins 23 apparaissent en 2008 sur les registres nationaux de la Suisse, de l'Allemagne, de la France, du Royaume-Uni et des États-Unis. Ils se sont révélés très populaires et ont souvent figuré sous les couleurs de la Luftwaffe dans des films ou spectacles aériens en tant qu'avion « ennemi » non identifié.

## Versions
- P-2-01 : le premier prototype (HB-GAB/A-101/U-101), moteur Argus.
- P-2-02 : non volant dans le cadre d'essais statiques.
- P-2-03 : Moteur prototype Hispano-Suiza HS-12Mb V vertical refroidi par eau. Grand radiateur ventral.
- P-2-O4 : Version armée du P-2-03.
- P-2-05 : Version de production de la machine non armées, moteur Argus. 26 livrés aux Troupes d’aviation et de DCA.
- P-2-06 : Version de production de la machine armés, moteur Argus. 26 livrés aux Troupes d’aviation et de DCA.

## Galerie

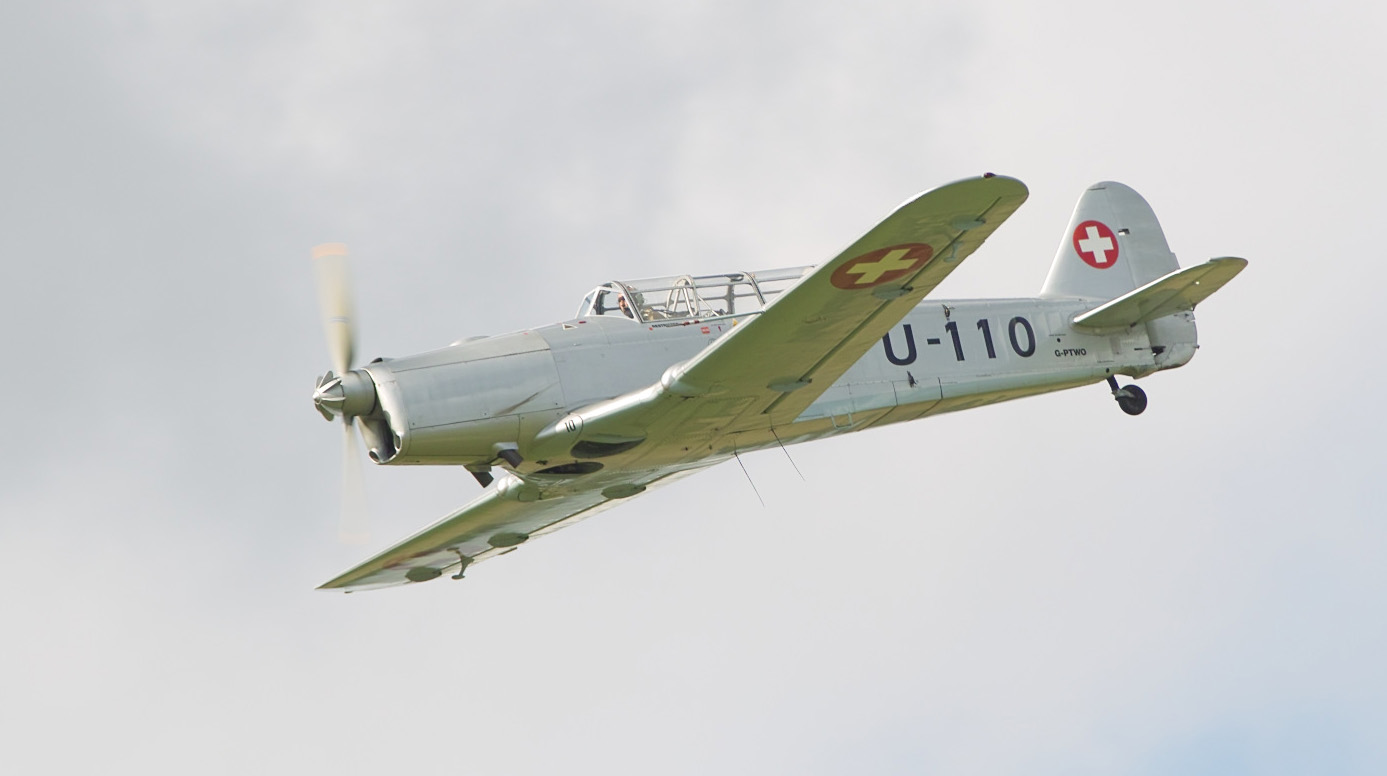
Pilatus P-2.05
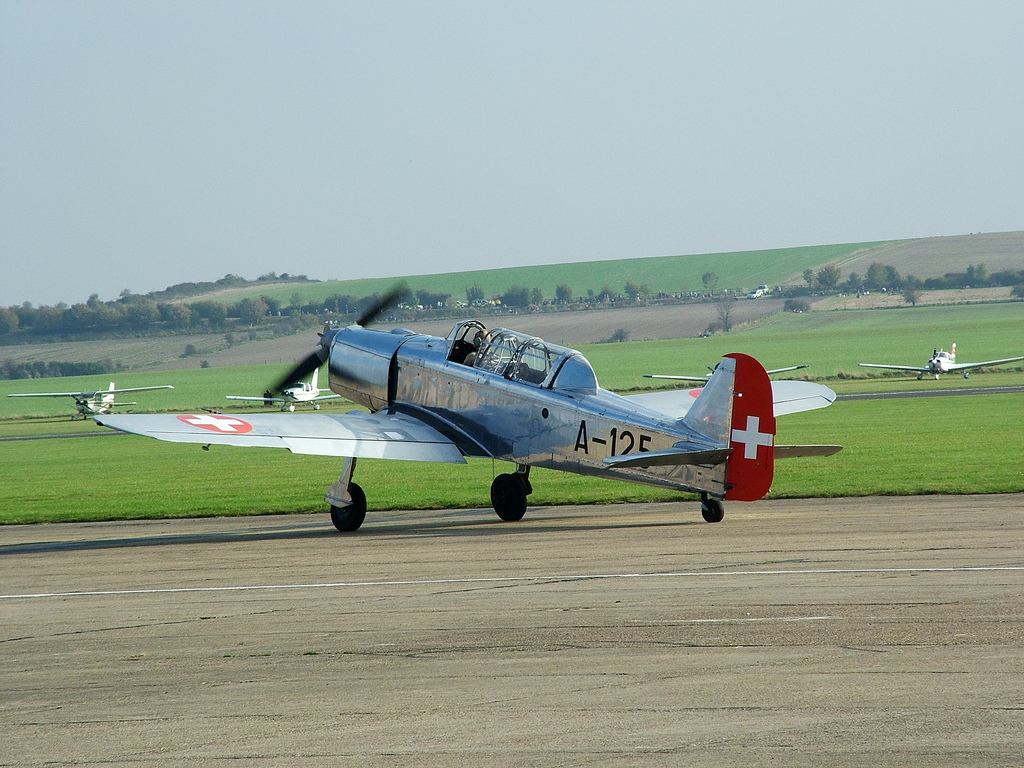
Pilatus P-2.06
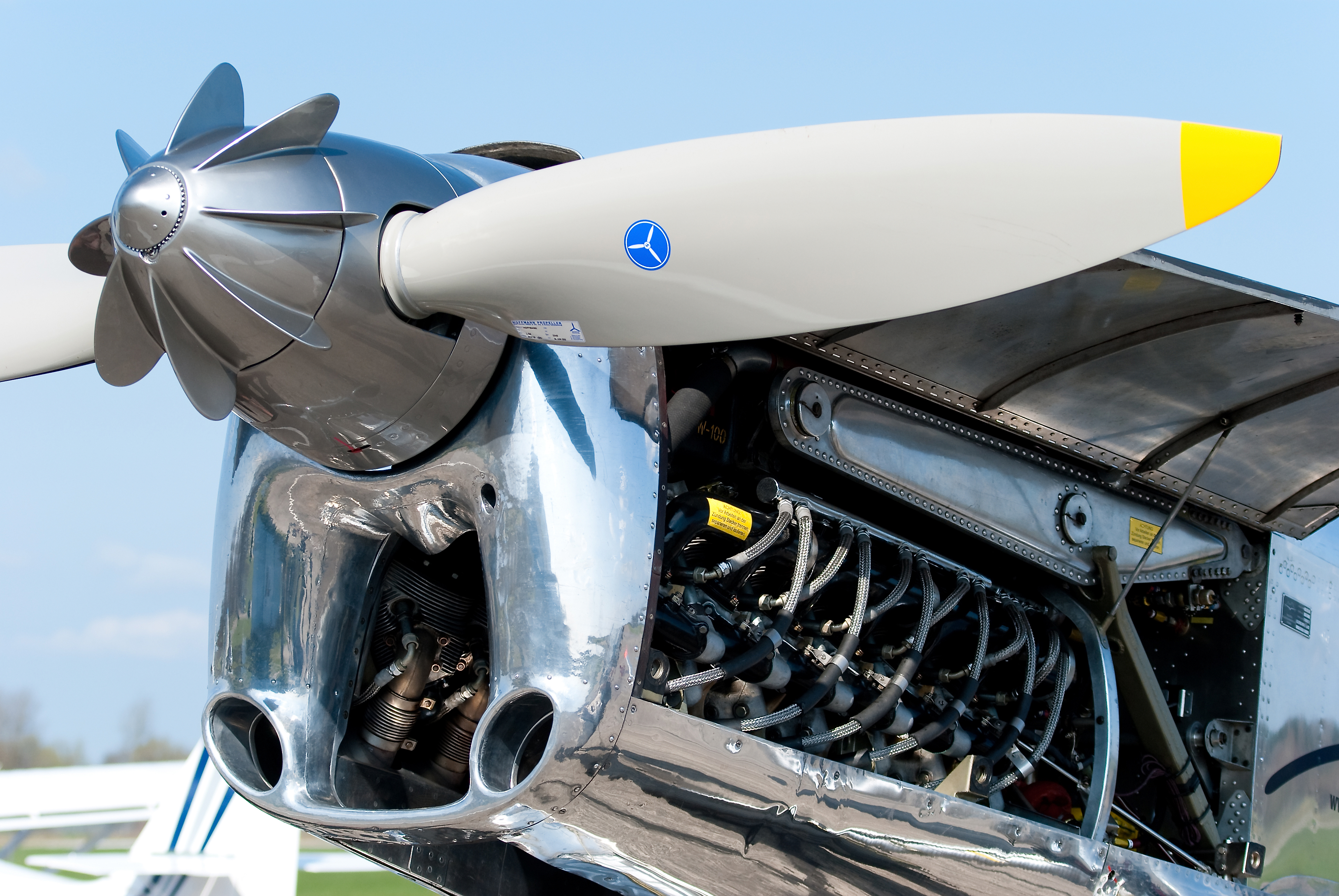
Moteur d'un Pilatus P-2.06

## P-2 exposés
- Allemagne
  - Quax – Verein zur Förderung von historischem Fluggerät (de) à Büren : P2-06 (D-EGAW / A-102), actif
- États-Unis
  - Yanks Air Museum (en) à Chino : P2-06 (N5241M/U-142)
- France
  - Musée volant Salis : P2-6 (F-AZCE), actif
- Suisse
  - Musée de l'aviation de Altenrhein : P2-05 (immatriculation actuelle HB-RAY) et P2-05 (HB-RAU), tous deux sont actifs (en état de vol).
  - Flieger Flab Museum à Dübendorf : P2-06, 1949, s/n 51 / U-105, immatriculé U-134 à partir de 1965

## Culture populaire

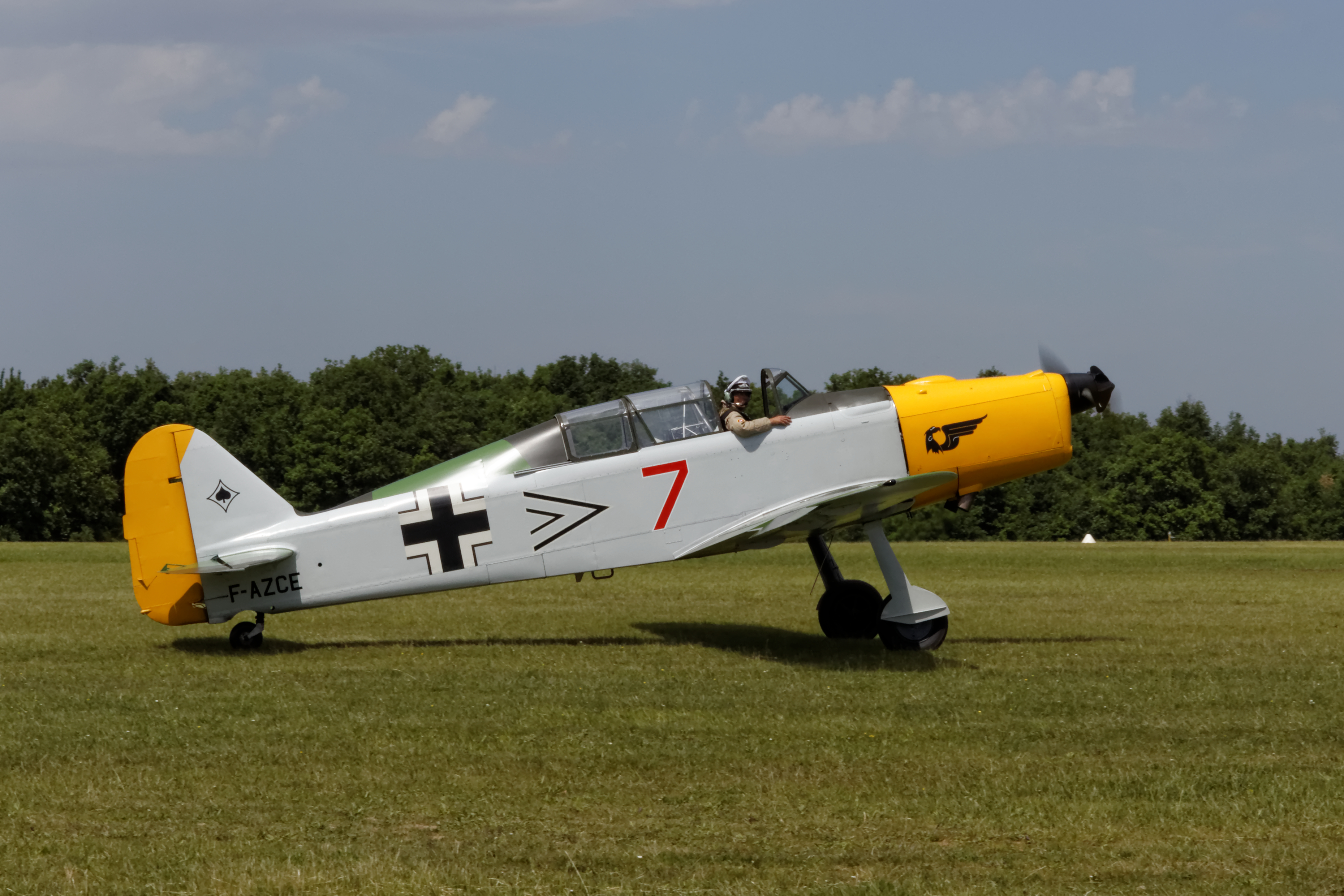
Le Pilatus P2-06 F-AZCE aux couleurs de la Luftwaffe au meeting aérien de la Ferté-Alais 2014.

Le Pilatus P-2 apparaît dans plusieurs films. Dans la majorité des productions, il est figuré sous les couleurs de la Luftwaffe représente un appareil allemand de la Seconde Guerre mondiale. 
- 1982 : Dans le film L'As des as, en arrière-plan
- 1987 : Dans le film Fucking Fernand, F-AZCD
- 1988 : Dans le film Ada dans la jungle, F-AZCE
- 1989 : Dans le film Indiana Jones et la Dernière Croisade, G-BLKZ et F-AZCC[7]
- 1991 : Dans le film Merci la vie
- 1992 : Dans le film L'Accompagnatrice
- 2000 : Dans le téléfilm Les Faux-fuyants, F-AZCD
- 2001 : Dans le film Laissez-passer
- 2001 : Dans le film Les Hommes de Sa Majesté, F-AZCC
- 2003 : Dans le film Les égarés